# Seznam arabskih Američanov
Seznam arabskih Američanov, Američanov arabskega porekla.

## A
- George Allen (politik)

## C
- Mark Copani
- Elias James Corey

## D
- Mitch Daniels

## F
- Jamie Farr
- Doug Flutie

## R
- Walid Rabah

## S
- Tony Shalhoub
- John E. Sununu

## T
- Danny Thomas
- Tiffany (pevka)

## W
- Melora Walters

## Z
- Elias Zerhouni